# Fernandocrambus noskiewiczi
Fernandocrambus noskiewiczi là một loài bướm đêm trong họ Crambidae.